# RebRank
RebRank（リブランク）は、同人ゲームを制作している日本の同人サークルである。

## 概要
主にシューティングゲームやアクションゲーム、アプリケーションの制作・頒布、また、それらゲームの世界観を軸とした音楽CDや設定資料集の制作・頒布を行っている。ゲーム作品はパッケージにも重きが置かれており、関連作品として同人ゲームのパッケージデザインを特集した同人誌も発刊している。
サークルのメンバーは、主に東京電機大学の理工学部内の非公認サークル『Amusement Makers（アミューズメント メーカーズ）』に所属していた『Project  Blank(P.N.B.)』の開発メンバーで構成されている。『Amusement Makers』では、2002年から『Project  Blank(P.N.B.)』として縦スクロールシューティングゲーム『五月雨 〜samidare〜』の開発を行っていたが、所属メンバーの大学卒業を機に独立し、2005年にRebRankが結成された。『Project  Blank(P.N.B.)』の開発メンバーは『Amusement Makers』出身である『東方Project』の『上海アリス幻樂団』及び『西方Project』の『瞬殺サレ道?』の後輩メンバーにあたり、『Project  Blank(P.N.B.)』の作品は、『東方Project』と『西方Project』の流れを継ぐ、後継作品として位置付けられる。
同人・商業を問わず1980年代から発展し続けるシューティングゲームの歴史的な流れ・同人シューティングゲームの潮流の中で、2000年代を代表する同人シューティングゲーム開発サークルの1つとして国際ゲーム開発者協会日本（IDGA Japan） 同人・インディーゲーム部会（SIG-Indie）においてサークルの名前が挙げられ、第6回研究会では講演にも立っている。また、シューティングゲーム専門誌『シューティングゲームサイド』においては同人シューティングの世界においてオリジナル作品を展開するサークルの1つとして特集されている。

## 作品

### ゲーム
Project  Blank(P.N.B.)は、同サークルが制作している一連のゲームシリーズの総称で、ゲームを主軸とした展開が行われている。
五月雨 〜samidare〜（最新版2009年4月 Version 1.053 / 初出2002年 C62頒布 / 戦略的近接撃込型弾幕シールドシューティング）
企画・コンセプトデザイン：Yoko。2002〜2005年に掛けて開発された同サークルの第1作目で、「さみだれ」と読む。ボムが無い代わりに、使用中は完全無敵だが時間制限がある『シールド』と、シールドで敵弾を吸収するとショットの威力が上がる『ハイパー』を駆使する弾幕系シューティング。弾幕美や精密な弾避けを重視していない。スコアを狙おうとすればするほど危険行為に身をさらすことから危険行為推奨シューティングに属する。高難度のExtraステージには『東方Project』と『西方Project』のキャラクターが出演している。
尚、本作は日本デジタルゲーム学会（DiGRA JAPAN）公開講座「同人ゲームの過去、現在、未来」にて、同人ゲームの歴史を紹介する際に、サークルSITER SKAINの神威と並び、1次創作2Dシューティングゲームの代表的な作品として挙げられている。
RefRain 〜prism memories〜（最新版2012年10月 Ver 1.02.2 / 初出2005年 C68展示 / 戦略的循環攻撃型弾幕撃込シューティング）
企画・コンセプトデザイン：Yoko。2005年から開発が始まり、2011年夏コミックマーケット80にてVer1.00.0が頒布された同サークルの第2作目で、三方背BOXを使用した特殊装丁のパッケージで作品が頒布された。「リフレイン 〜プリズム メモリーズ〜」と読む。3つの攻撃を循環させて敵をなぎ倒す縦スクロールシューティングゲーム。本作の大きな特徴として、ゲージ消費により4段階まで派生する特殊攻撃「M.E.F.A2 (Mood.Emotion.Feeling.Affect attack)」システムがある（M.E.F.A2は「メファツー」とか「メーファツー」と呼ばれる）。「M.E.F.A2」の3段階目、4段階目が敵に命中すると敵は一定時間行動を停止し大きな隙が出来る。この隙を利用し、自機は敵に強力な攻撃を畳み掛けることが出来る。M.E.F.A2は、汎用性に長けるショットや、画面上の敵弾を破壊可能弾に変換する「コンセプトリアクター(概念展開)」と連携させ、絶えず自機の攻撃を循環させることができ、自機は常に敵を積極的に攻めることが可能。弾幕系シューティングでありながら、戦闘中の緊迫感・スピード感を重視しており、精密な弾避けを重視しない内容となっている。本作はシューティングゲーム専門誌『シューティングゲームサイド』Vol.2・Vol.4・Vol.6にかけて特集され、開発メンバーへのインタビューが掲載されたほか、日本の同人・インディーズゲームとしてQ-Gamesから招待され、日本のインディーズゲームを世界へ発信するイベントBitSummitにも出展された。
RedRive（最新版2010年7月 Ver1.02 / 初出2009年 C76頒布 / スクウェアアクションゲーム）
企画・コンセプトデザイン：らいね。2009〜2010年に掛けて開発された『RefRain 〜prism memories〜』スピンオフ作品で、「リドライブ」と読む。マウスで矩形選択するように自機を操作し、矩形で敵を囲んで倒す2Dアクションゲームである。RebRankの公式サイトでフリーゲームとして公開されている。同作品は窓の杜でも特集を受けており、窓の杜ソフトウェアライブラリでは2009年11月版から継続して収録されている。ゲームの雰囲気はシューティングゲームに近いが自機はショットを打つ事は出来ない。代わりに自機の移動により任意の範囲を矩形選択することができ、矩形選択範囲内に収めた敵にダメージを与えることが出来る。この矩形の面積が狭いほどゲームで得られるスコアが高くなる。そのためハイスコアを狙うにはより狭い矩形範囲で敵を捕らえる必要があり、自機は攻撃的に移動していくことが必要となる。また、Twitter投稿にも連携している。

### アプリケーション
SimpleTwitterClient
メイン開発：Sheile。他アプリケーションに組み込んで使用することが出来るTwitter投稿ツール。『RefRain 〜prism memories〜』や『RedRive』でも使用されており、MITライセンスにてソースコードが公開されている。

### 音楽CD・設定資料集
SAMIDARE ARCHIVE - M.R.S REPORT - （2009年12月 C77発表）
五月雨設定資料集本、音楽CD（オリジナルサウンドトラック）、五月雨ゲームCD 本体の3点を1つのパッケージとしてアーカイブ出来る作品。
RefRain 〜prism memories〜 Chronicle （2012年8月 C82発表）
ビジュアルブック（設定資料集）、サウンドトラック、同封説明用紙を1つのパッケージした作品。『RefRain 〜prism memories〜』本体の三方背パッケージに付属しているスペーサーと差し替えで、『RefRain 〜prism memories〜 Chronicle』が収納出来る仕様となっている。当初はサウンドトラックのみのCDケースで構想されていたが、単体でサウンドトラックを出すことへの抵抗から、最終的には独自に紙ケースを製作して設定資料集も同封して頒布された。

### 同人誌
五月雨設定資料集 プレビュー版 （2008年12月 C75発表）
五月雨設定資料集の予稿版。正式版は『SAMIDARE ARCHIVE - M.R.S REPORT -』としてコミックマーケット77で発表された。2014年現在ではPDF版がweb公開されている。
RefRain 〜prism memories〜 Fragments.c81 （2012年12月 C81発表）
設定：myz、編集：らいね。RefRain設定資料集のプレビュー版としてコミックマーケット81で冊子版が発表。2014年現在ではPDF版がweb公開されている。
DOUJIN GAME × PACKAGE DESIGN Vol.01 （2013年12月 C85発表）
企画：らいね。同人ゲームのパッケージの可能性を考える同人誌。「同人シューティングゲームのパッケージデザイン」の特集掲載。

## メンバー
- Yoko
- Sheile
- らいね（reine）
- hajime
- 竜ライター（RyuLighter）
- myz
- muraro

## 関連作品
RAYGING BLUE's-conflict warred― Tryning mode SIDE
同人サークルsectionSの同人シューティングゲーム『RAYGING BLUE's』にて『五月雨 〜samidare〜』の自機およびパイロットがゲスト出演している。。
稀翁玉
2001年12月のコミックマーケット61に『Amusement Makers』から完成版が発表された『西方Project』第2作目の弾幕シューティングゲーム『稀翁玉』にはYokoがマニュアル作成としてクレジットされている。尚、『五月雨』にはプログラムサポートとして、『瞬殺サレ道?』のぽんち（pbg）が「プログラムサポート」としてクレジットされている。